# エル・カザド
『エル・カザド』 (EL CAZADOR DE LA BRUJA) は、ビィートレイン制作による日本のテレビアニメ。2007年4月2日から9月24日にかけてテレビ東京にて放送された。

## 概要
本作は、前々作『ノワール』と前作『MADLAX』に続く真下耕一監督の美少女ガンアクション三部作の最終作とされている。しかし、これらはそれぞれに連続性があるわけでもなければ、舞台設定を共有しているわけでもない。また、この2作に比べれば明るめの作風である。
前々作と前作で主要なキャラクターを担当した声優の久川綾が本作でも主要なキャラクターで起用されているうえ、久川だけでなく前々作と前作で主要なキャラクターを担当した声優の多くもゲストキャラクターとして起用されている。
なお、「エル・カザド」とは、スペイン語で「（男性の）狩人」の意味。副題の「EL CAZADOR DE LA BRUJA」は、スペイン語で「魔女の狩人（男性）」という意味になる。また、一般的なスペイン語での発音では「エル・カサドール」となる。

## ストーリー
物理学者ハインツ・シュナイダー殺害の容疑者エリスには裏社会で巨額の賞金が懸けられ、数多くの賞金稼ぎが彼女の行方を追い求めていた。女賞金稼ぎのナディもその1人である。ナディはメキシコの田舎町で遂にエリスを見つけるのだが、エリスに秘められた身体能力が備わっていることを知ることになる。
エリスに逃げられたナディは、エリスを匿っていた占い師のサルマに接触する。しかし、ナディはサルマからエリスには目的があり、老いているサルマから離れられずにいることを聞かされ、エリスの行く末を託されることになる。やがて、サルマはエリスを追う賞金稼ぎたちに殺され、ナディはサルマの代わりにエリスの事実上の「保護者」となり、エリスが目指す「南」にある目的を達成したら、ナディの言うことを聞くという条件で、ナディと共に「南」を目指すことになり、こうして、2人の逃避行が始まる。
その頃、中央情報局「R-339」室では室長のダグラス・ローゼンバーグが「プロジェクト・リヴァイアサン」という謎の言葉を呟きながら、エリスの情報を集めていた。そして、そんなローゼンバーグを同じ中央情報局の会計担当者ジョディ “ブルーアイズ” ヘイワードが密かに監視する。一方ナディは、その“ブルーアイズ”と密かに連絡を取る。
実はローゼンバーグは既に中止された、人工的に魔女を作るという「プロジェクト・リヴァイアサン」の再開を企む一方、ブルーアイズはプロジェクト・リヴァイアサンの再開を阻止すべく、ローゼンバーグの監視役として魔女の世界から派遣されたエージェントだったのだ。そして、ナディはブルーアイズに雇われ、その下命により、人工的に作られた魔女であるエリスの監視と警護を行っていたのである。
やがて、魔女たちの圧力でローゼンバーグは失脚し、さらに議長をはじめとする魔女の勢力はエリスの能力が悪用されることを恐れ、ブルーアイズを通じてエリスの引き渡しをナディに要求するが、ナディは報酬の受け取りを拒否し、エリスに降りかかる真実を求めて、共に「ウイニャイマルカ」へと向かう旅を続けることを決意する。そして、真の魔女の末裔であるブルーアイズもまた何かに魅入られたように魔女の勢力と決別し、ナディとエリスの後を追い、道中で出会うリカルドとリリオと共に真実を求め加護する立場を取るようになって行く。方やローゼンバーグもまたエージェントのL・Aを使ってエリスの行動を監視しながら、自らもエリスが目指すウイニャイマルカへと向かい、「目的」を達成させるべく「計画」を着々と遂行し始める。さらにブルーアイズに裏切られた魔女の勢力の指導者である議長も事の行く末を見守るため「ウイニャイマルカ」へと足を進める。そして、長い逃避行の行く末に「ウイニャイマルカ」でエリスとナディを待ち受けているものとは・・・。

## 登場人物

### メインキャラクター
エリス (Ellis)
声 - 清水愛
“魔女”のDNAをもとに人の手によって創られた存在。ハインツ・シュナイダー殺害の容疑者で、巨額の賞金が懸けられている色白の美少女。事件に関する記憶の一部を失っており、自身の名前も思い出せない。また、事件当時は髪は長かったが、現在では短い。性格は純粋無垢だが、ナディに対しては小悪魔的。あまり感情を表には出さないが、ナディと旅をするようになってからは、徐々に感情を表に出しつつある。河に流されるトカゲを救う、大切な者に対しては被害を巻き込ませないなど、根は優しい性格である。視力や身体能力は飛び抜けているが、一般的な知識や教養はどれほどのものなのかは不明。自然界における分子運動を恣意的に制御する能力を有している。好きなものは甘いもの、嫌いなものは酔っ払い。口癖は、ナディの命令やお願いの返事で「いえっさ（イエッサー）」。
ナディ (Nadie)
声 - 伊藤静
女賞金稼ぎ。小麦色の肌をした美少女。陽気で、お人良しな性格。辛すぎる食べ物が苦手。楽天家だが、故郷を何者かに襲撃され、自分以外の人間を殺されたという悲しい過去を持つ。ブルーアイズとの契約に基づいてエリスを護衛しつつ、一緒に旅を続けていた。しかし、旅を続けていくうちにエリスとの絆が強くなり、「エリスを引き渡しなさい」というブルーアイズの命令と礼金の受け取りを拒否し、エリスとの同行を決意した。エリスの出生の秘密を知った後も偏見を持たず、彼女を受け入れた。ポンチョのようなものを身に着けており、その下はへそ出しルックである。銃の腕はかなりのもので、1対複数でも圧倒的な強さを見せつける。また、観察力にも優れ、握手をすれば長年銃を握っていた手かどうか判る。お金持ちになることが夢。古びたコルト・ガバメントを使用。口癖は「遺言があったら、どうぞ」。
名前は、スペイン語で名無しを意味し、同時にスラブ語の希望を意味する「Nadie」。
ジョディ “ブルーアイズ” ヘイワード
声 - 久川綾
中央情報局会計監査課のOL。普段はおっとりした普通のOLを演じているが、ナディにエリスを護衛させたり、ローゼンバーグの動きを監視するなど、独自の動きを見せる。目的は「プロジェクト・リヴァイアサン」の阻止や解体である模様。ナレーター的な役割も果たしており、番組中に意味深な台詞が何度か流れる。
魔女の末裔であり、末裔たちの組織のエージェントだが、魔女としての能力は持っておらず、エリスとその力に強く憧れている。組織を裏切ったナディの行動や発言にも次第に惹かれていき、「エリスを保護するためにナディを殺せ」という組織の命令をついに実行できず、組織を裏切りナディと共に行動することになる。そしてエリスとナディへの愛情から魔女の力を覚醒させ、エリスの傷を癒す。
ローゼンバーグの仕事部屋に侵入する際に初歩的なミスで失敗するなど、ドジなところもある。
眼鏡を外して髪をおろすと、通常とは全く異なった外見になる。
ダグラス・ローゼンバーグ
声 - 三宅健太
中央情報局「R-339」室長。かつてプロジェクト・リヴァイアサンに携わり、プロジェクト中止後、その残務処理を担当する「R-339」室の室長を務めていた。しかし、プロジェクトの遂行にあくまでも固執し、リトゲン上院議員をスポンサーに就かせ、プロジェクトを密かに再開していた。リトゲンが連邦捜査局に逮捕されたことで、中央情報局上層部の知るところとなり、休職を命じられる。
シュナイダー存命中は、彼にエリスの観察と調査を指示して研究の進展具合を監督するため、たびたびシュナイダー家に顔を出していた。その際、エリスの能力が顕現するよう工作したりしている。シュナイダーがエリスに愛情を持つようになっていることを、またエリスもシュナイダーを特別な存在であると思っていることを見抜いていた。
L・A（エルエー）
声 - 宮野真守
ローゼンバーグがエリスの行方を追わせるために放ったエージェント。エリスと同じように“魔女”の遺伝子をもとに人工的につくられた存在。ただし、男なので魔女としての能力はないが、身体能力は常人をはるかに超えている。
エリスの不思議な能力に関する映像をローゼンバーグに送ることを任務としていたが、エリスへの執着心が異常に強く、勝手な振る舞いが多くなっていったために一度呼び戻され、エリスへの思いを断ち切るようローゼンバーグに再教育されたが、エリスへの思いを捨てられず、再教育の現場から逃亡する。
酔客にからかわれた際、激昂してその場にいた人間を惨殺するなど、精神状態はかなり不安定。武器は高熱を発する特殊な金属線。寝ているエリスの髪の毛を勝手に切り、それを人形の形にして常時お守りのように持ち歩いている。肝心のエリスからはひどく嫌われているが、エリスの怒りも自分に都合良く解釈するなど、まったく気にしていない。腕輪を付けているが、これはローゼンバーグの与えたもので、この腕輪によって彼の意のままに操られてしまう。
「L・A」は人工の魔女としての完成度の高さを示した「LEVEL A」の略称。
ハインツ・シュナイダー
声 - 三木眞一郎
エリスに殺害されたとされている物理学者。エリスの長期に渡る研究や観察をローゼンバーグにより一任されていた。当初はエリスを検体としてしか見ておらず、反社会的な孤高の学者だったが、彼女と暮らすうちに徐々に人間らしい愛情に目覚めていき、最後にはエリスの愛を受け止めて彼女と共に逃亡することを決意するがその矢先に何者かに殺害される。
リカルド
声 - 立木文彦
元退役軍人でローゼンバーグに雇われた賞金稼ぎ。ローゼンバーグの指示に従ってリリオと共に密かにナディたちを監視していたが、彼が休職処分になったことで、ローゼンバーグとの契約は事実上無効となった。賞金稼ぎとしての能力はナディを凌ぎ、L・Aとほぼ互角の高い戦闘能力を誇る。リリオのことを実の娘のように寵愛しており、リリオが病気の時には、ローゼンバーグの出動要請を拒否するほどである。決め台詞は「地獄で呑もうぜ、アミーゴ」。
リリオ
声 - 井上麻里奈
リカルドが連れている女の子。リカルドの実の娘ではないらしいが、彼への信頼は絶大である。また、エリスやナディにも何故か懐いている。しゃべることができず、表情で思いを伝える。辛いものが苦手。終盤では魔女勢力の議長の意思を伝える媒介役として言葉を発し、魔女の資質を有することもほのめかされている。
Bレディ1号
声 - 岡本麻弥
魔女の末裔からなる組織のエージェント。現地でのブルーアイズの秘書的存在であり、ブルーアイズに状況を説明したり、ナディたちの動きを監視したりする。ブルーアイズが組織から離脱した後も、彼女に有用な情報を流すなどして手を貸す。
メリッサ
声 - 豊口めぐみ
ローゼンバーグの恋人。休職後、株で収入を得ていたローゼンバーグのそばに寄り添う。ドラマCDでは人妻（未亡人）であることが語られている。

### GUEST / SPECIAL GUEST
エンディングでのメインキャラクターの配役は「声の出演」、ゲストキャラクターの配役は「GUEST」、大御所声優が演じるゲストキャラクターの配役は「SPECIAL GUEST」として表示される。それらを全て紹介すると煩雑になるので、本項ではストーリーの展開上重要な役割を担っている、または複数回に渡って登場した「GUEST」「SPECIAL GUEST」のみ紹介する。なお、Bレディ1号とメリッサは「声の出演」で表示されるときがあるので、メインキャラクターに分類。
サルマ
声 - 麻生美代子
占い師の老婆。エリスを匿っていたが、エリスに追手が迫っていることを知り、ナディにエリスを託す。エリスにインカローズの原石を渡すと、ウイニャイマルカ（永遠の場所）に向かうよう言い残し、この世を去った。
フェルナンド
声 - 梅津秀行
賞金稼ぎ。サルマの家を襲ってエリスを誘き出したが、ナディに撃退される。その後もエリスの後を追い拉致しようとするが、エリスを救おうとしたフリーダ（第2話のゲストキャラクター）に射殺された。
オカマA・B
声 - 神谷浩史・岩永哲哉
オカマの賞金稼ぎ2人組。エリスを追ってメキシコの田舎町にやって来たが、ナディにジープを奪われ、その落とし前を着けるべくナディを執拗に追う。登場する度に警察官に職務質問されたり、L・Aに邪魔されたりする不憫なキャラである。ナディ達を車で追っていた時にナディの銃弾でハンドル操作を誤り、呆気無い最期を遂げたと思われた。
過激派代表
声 - 恒松あゆみ
魔女の末裔からなる組織で、エリスの殺害を主張する女。会議における議論が自分たちが望む方向に向かわないことを確認しても、あくまでもエリスを抹殺するべく謎の集団を差し向ける。
ハンス・リトゲン
声 - 篠原大作
上院議員。ローゼンバーグのスポンサーとなり、プロジェクト・リヴァイアサンを支援していたが、連邦捜査局に防衛関連企業や中央情報局との癒着を摘発され、逮捕される。
ウェブスター
声 - 堀勝之祐
中央情報局幹部。リトゲンの逮捕によって、ローゼンバーグの独断専行を知るが、中央情報局がかつてプロジェクト・リヴァイアサンにかかわっていたことが知られるのを怖れ、ローゼンバーグの罪を見逃し、休職処分にとどめる。
イリス・ゴンザレス
声 - 桑島法子
ナディとエリスが道中で出会う炭鉱の町のある令嬢。スカートにカッパーマトック（鶴嘴）を持つという炭鉱には不相応な出で立ちで父親の言いつけどおりに炭鉱のどこかに眠る「銀の十字架」を探している。性格は天然。
ココペリの精霊（宿の老主人）
声 - 中村正
ナディとエリスが道中で出会う宿の老主人。実はひょんなことから仲違いする2人に修復の機会を与える現地に伝わるココペリの精霊の化身である。ナディを加護する存在であり、エリスにナディの辛い過去を伝え、エリスだけが不幸なのではなく同じ境遇を持つ仲間と共に困難を乗り切ることの大切さと試練を与えた。
老人
声 - 野沢那智
ウイニャイマルカ付近の町に住む老人。妻が魔女だったこともあり、魔女に関して豊富な知識を持つ。ウイニャイマルカや魔女に関する情報をナディやエリスに伝える。なお、議長に操られているような描写があった。
議長
声 - 三石琴乃
魔女の末裔からなる組織で、会議の議長を務める女。エリスに危害を加えることに反対し、ローゼンバーグの動きをしばらく静観することを主張し、議論をその方向へ誘導する。
ローゼンバーグの休職後は、エリスがウイニャイマルカにたどり着くのを怖れ、ブルーアイズにエリスの身柄を確保するよう命じる。

## 用語
アミーゴ・タコス
♪「タコタコタコス、おいしいタコス！イケてるタコスはアミーゴタコス！（てへっ）♪」が謳い文句のタコスの有名チェーン。ナディはこの店の宣伝用の歌をよく口ずさみ、店員の制服も持っているので、かつて働いていた可能性がある。エリスは最初、この歌を嫌っていたが、その後気に入ったのか、自ら口ずさむようになった。なお、店員の制服はグラマーな体型に合わせて作られており、ナディやエリスが着てもあまり似合わない。さらに最終回ではリリオまでもがアミーゴタコスを口ずさむテープが流される。
エリスとナディは食いぶちを稼ぐため、実際にこの店の店員として働いた。
作中で歌われている宣伝用の歌を作詞・作曲したのは、シリーズ構成の金巻兼一。
いえっさ
何かを指示されたとき、返事の挨拶としてエリスが使う言葉。女性に対して返事をするときもこの言葉を使う。
インカローズ
一般的にはロードクロサイト、学術的には菱マンガン鉱と呼ばれるエリスが常に携えている、真紅に輝く宝石の原石。オープニングにも登場している。“永遠の場所”にまつわる重要なモノらしい。
ウイニャイマルカ
ケチュア語で永遠の場所という意味。ナディ達の目的地。ちなみにボリビアではチチカカ湖の南東半分は Lago Huiñaymarca/Wiñaymarka Qucha（ウィニャイマルカ湖）と呼ばれる。
ココペリ
ナディの生まれ育った南の地方に伝わる作物の精霊の名称。幸せを運ぶ平和の使いとも言われている。ココペリの笛なる物があり、上手く吹くと会いに来てくれるという。旅の途中、破局の危機に陥ったナディとエリスが泊まった宿がこの名を冠している。
プロジェクト・リヴァイアサン
“魔女”と呼ばれる超能力者の遺伝子をもとに人工的に魔女を作り出し、その能力を国益に役立てようと言う計画。“予期せぬ事故”により中止された。プロジェクトに投じられた予算の莫大さや非人道的な実験の存在を国民に知られることを政府は恐れており、現在でもその存在は公にされていない。ローゼンバーグはリトゲン上院議員をスポンサーにプロジェクトの再開を画策したが、リトゲンの逮捕によってその野望は一旦潰えた。
遺言があったらどうぞ
ナディが拳銃を相手に向け、こちらに分があると見た時に、悔いを残さないよう最後の発言を許す。という意味合いで言う台詞。しかしながら、実際に遺言を残したのは全話通してもたった1人。
夜の掟
夜は魔女の自由時間であるとして、ブルーアイズや議長が所属する組織の構成員も夜の間だけは会議の議決に拘束されず、自由に行動してよいという決まり。組織の決定では、エリスに危害を加えないことが議決されているが、過激派は夜の掟をたてにエリスを夜の間だけ、襲撃している。夜が明ければ、夜の掟は効力を失うので、ナディやブルーアイズたちは夜の間だけ、エリスの安全を確保すればよいことになる。

## スタッフ
- 原作・制作 - ビィートレイン
- 監督 - 真下耕一
- シリーズ構成 - 金巻兼一
- キャラクターデザイン - 菊地洋子
- メカデザイン - 肥塚正史、寺岡賢司
- コンセプトデザイン - 門智昭
- 美術監督 - 海野よしみ
- 色彩設計 - 小島真喜子
- 撮影監督 - 五十嵐慎一
- 編集 - 黒澤雅之
- 音響監督 - なかのとおる
- 音楽 - 梶浦由記
- プロデューサー - 北山茂、青木真美子
- 製作 - Project Leviathan

## 主題歌
「光の行方」
savage geniusによるオープニングテーマ。作詞はああ、作曲はTakumi、編曲は梶浦由記。
「romanesque」
FictionJunction YUUKAによるエンディングテーマ。作詞・作曲・編曲は梶浦由記。
2007年2月9日に大阪で開催されたライブにて初披露された。

## 各話リスト
| 話数 | サブタイトル   | 脚本         | 絵コンテ       | 演出              | 作画監督          | 初放送日      |
| ---- | -------------- | ------------ | -------------- | ----------------- | ----------------- | ------------- |
| 1    | 逃げる女       | 金巻兼一     | 澤井幸次       | 澤井幸次          | 菊地洋子          | 2007年 4月3日 |
| 2    | 待つ女         | 金巻兼一     | 真下耕一       | モリヲカヒロシ    | 毬雄一            | 4月10日       |
| 3    | 降られた女     | 金巻兼一     | 高村雄太       | 平田豊            | 遠藤大輔          | 4月17日       |
| 4    | 狙う女         | 金巻兼一     | 清水久敏       | 清水久敏          | 重松しんいち      | 4月24日       |
| 5    | 着る女         | 西園悟       | 澤井幸次       | 澤井幸次          | 佐々木睦美        | 5月1日        |
| 6    | 恋する男       | 西園悟       | 川面真也       | 川面真也          | 毬雄一            | 5月8日        |
| 7    | 働く男         | 川崎ヒロユキ | モリヲカヒロシ | モリヲカヒロシ    | 落合瞳 渡辺亜彩美 | 5月15日       |
| 8    | 嘘つく女       | 金巻兼一     | 清水久敏       | 清水久敏          | 遠藤大輔          | 5月22日       |
| 9    | 掘る女         | 西園悟       | 高村雄太       | 高村雄太 太田知章 | 重松しんいち      | 5月29日       |
| 10   | 天使と暮らす男 | 金巻兼一     | 平田豊         | 平田豊            | 西城隆詞          | 6月5日        |
| 11   | 呪う女         | 川崎ヒロユキ | 有江勇樹       | 有江勇樹          | 佐々木睦美        | 6月12日       |
| 12   | 撃つ男         | 西園悟       | モリヲカヒロシ | モリヲカヒロシ    | 毬雄一            | 6月19日       |
| 13   | 隠す女         | 金巻兼一     | 澤井幸次       | 澤井幸次          | 菊地洋子          | 6月26日       |
| 14   | メイプルリーフ | 金巻兼一     | 川面真也       | 川面真也          | 遠藤大輔          | 7月3日        |
| 15   | 逆らう女       | 川崎ヒロユキ | 平田豊         | 平田豊            | 佐々木睦美        | 7月10日       |
| 16   | 怒る女         | 川崎ヒロユキ | 高村雄太       | 太田知章          | 毬雄一            | 7月17日       |
| 17   | 追い詰める女   | 西園悟       | 有江勇樹       | 有江勇樹          | 落合瞳            | 7月24日       |
| 18   | 諍う女         | 金巻兼一     | 澤井幸次       | 黒川智之          | 山下喜光          | 7月31日       |
| 19   | 守る男         | 西園悟       | 川面真也       | 川面真也          | 肥塚正史          | 8月7日        |
| 20   | 囚われた女     | 金巻兼一     | 澤井幸次       | 澤井幸次          | 佐々木睦美        | 8月14日       |
| 21   | 羽ばたく女     | 川崎ヒロユキ | 有江勇樹       | 有江勇樹          | 毬雄一            | 8月21日       |
| 22   | 目覚める女     | 金巻兼一     | 澤井幸次       | 太田知章          | つばたよしあき    | 8月28日       |
| 23   | 惑う女         | 金巻兼一     | 黒川智之       | 黒川智之          | 落合瞳            | 9月4日        |
| 24   | 逝く男         | 川崎ヒロユキ | 清水久敏       | 清水久敏 川面真也 | 山下喜光          | 9月11日       |
| 25   | 聖なる女       | 川崎ヒロユキ | 澤井幸次       | 澤井幸次          | 佐々木睦美        | 9月18日       |
| 26   | 輝く女         | 金巻兼一     | 高村雄太       | 高村雄太 有江勇樹 | 菊地洋子          | 9月25日       |

## 放送局
| 放送期間               | 放送時間                     | 放送局     | 対象地域   | 備考 |
| ---------------------- | ---------------------------- | ---------- | ---------- | ---- |
| 2007年4月3日 - 9月25日 | 火曜 1:30 - 2:00（月曜深夜） | テレビ東京 | 関東広域圏 |      |

## 関連商品

### 映像商品
各巻2話収録で、全13巻が発売された。発売元はビクターエンタテインメント。
| 巻数   | 発売日         | 収録話          | 規格品番 | 規格品番 |
| 巻数   | 発売日         | 収録話          | 初回版   | 通常版   |
| ------ | -------------- | --------------- | -------- | -------- |
| VOL.1  | 2007年7月25日  | 第1話 - 第2話   | VIBA-20  | VIBF-321 |
| VOL.2  | 2007年8月22日  | 第3話 - 第4話   | N/A      | VIBF-322 |
| VOL.3  | 2007年9月21日  | 第5話 - 第6話   | N/A      | VIBF-323 |
| VOL.4  | 2007年10月24日 | 第7話 - 第8話   | VIBA-21  | VIBF-324 |
| VOL.5  | 2007年11月21日 | 第9話 - 第10話  | N/A      | VIBF-325 |
| VOL.6  | 2007年12月19日 | 第11話 - 第12話 | N/A      | VIBF-326 |
| VOL.7  | 2008年1月23日  | 第13話 - 第14話 | VIBA-22  | VIBF-327 |
| VOL.8  | 2008年2月20日  | 第15話 - 第16話 | N/A      | VIBF-328 |
| VOL.9  | 2008年3月26日  | 第17話 - 第18話 | N/A      | VIBF-329 |
| VOL.10 | 2008年4月23日  | 第19話 - 第20話 | VIBA-23  | VIBF-330 |
| VOL.11 | 2008年5月21日  | 第21話 - 第22話 | N/A      | VIBF-331 |
| VOL.12 | 2008年6月25日  | 第23話 - 第24話 | N/A      | VIBF-332 |
| VOL.13 | 2008年7月23日  | 第25話 - 第26話 | N/A      | VIBF-333 |

### 音声商品
ドラマCD
金巻兼一による書き下ろしのオリジナルストーリーを収録している。販売・発売元はフロンティアワークス。
| 巻数  | 発売日         | 規格品番  |
| ----- | -------------- | --------- |
| VOL.1 | 2007年9月21日  | FCCC-0073 |
| VOL.2 | 2007年11月21日 | FCCC-0074 |
オリジナルサウンドトラック
梶浦由記による劇伴を収録したアルバム。販売・発売元はビクターエンタテインメント。
| 巻数 | 発売日        | 規格品番   |
| ---- | ------------- | ---------- |
| 1    | 2007年7月25日 | VICL-62375 |
| 2    | 2007年9月21日 | VICL-62376 |

## 漫画
アニメ版と同名タイトルで、『チャンピオンRED』（秋田書店）2007年5月号から同年10月号まで連載された。原作はProject Leviathan、作画は廣瀬周。同誌に連載されていた『舞-HiME』などと同じく、扇情的な描写が盛り込まれた内容であり、オリジナルキャラクターが登場するなどアニメ版とは異なる点が散見される。
- Project Leviathan（原作）、廣瀬周（作画）『エル・カサド』秋田書店〈チャンピオンREDコミックス〉、単巻
  - 2007年9月20日発売、ISBN 978-4-253-23210-4